# ريبيراو دو لارجو
ريبيراو دو لارجو بلدية في ولاية باهيا في المنطقة الشمالية الشرقية من البرازيل.